# Nereis peroniensis
Nereis peroniensis är en ringmaskart som beskrevs av Kott 1951. Nereis peroniensis ingår i släktet Nereis och familjen Nereididae. Inga underarter finns listade i Catalogue of Life.